# Re-Sfaction
Re-Sfaction — альбом реміксів ді-джея та продюсера Бенні Бенассі виданий у 2004 році. До альбому увійшли ремікси Бенні Бенассі на треки інших виконавців.

## Список пісень
1. Benassi Bros. за участю Sandy — «Illusion» (Sfaction Mix) — 5:23
2. Sonique — «Alive» (Benny Benassi Sfaction Club Mix) — 5:31
3. Benassi Bros. за участю Пола Френча — «Don't Touch Too Much» (Benny Smash Mix) — 5:32
4. In-Grid — «In-Tango» (Benny Benassi Remix) — 5:07
5. Анна Лі — «No no no» (Sfaction Mix) — 5:04
6. Benny Benassi presents The Biz — «Able To Love» (Sfaction Radio Edit) — 3:29
7. KMC за участю Sandy — «Get Better» (Sfaction Mix) — 5:17
8. In-Grid — «Tu Es Foutu» (Benny Benassi Remix) — 5:00
9. Electric Six — «Dance Commander» (Benny Benassi Remix) — 5:44
10. Gambafreaks за участю Nicole — «Natural Woman» (Sfaction Mix) — 4:58
11. Benassi Bros. за участю Violeta — «I Love My Sex» (Sfaction Mix) — 1:11
12. Benny Benassi — «Satisfaction» (B.Deep Remix) — 6:29
13. Benny Benassi presents The Biz — «Approved Bootleg Megamix» — 6:37